# Tang Muhan
Tang Muhan (ur. 4 września 2003 w Shenzhen) – chińska pływaczka specjalizująca się w stylu dowolnym.
W 2021 roku podczas igrzysk olimpijskich w Tokio wraz z Yang Junxuan, Zhang Yufei i Li Bingjie zdobyła złoty medal w sztafecie 4 × 200 m stylem dowolnym, ustanawiając nowy rekord świata (7:40,33). W finale 400 m stylem dowolnym była piąta z czasem 4:04,10.
Rok później na mistrzostwach świata w Budapeszcie zdobyła brązowy medal na dystansie 200 m stylem dowolnym, uzyskawszy czas 1:56,25. 